# Ghost Rider 2
Ghost Rider 2 (ang. Ghost Rider: Spirit of Vengeance) – amerykańsko-emiracki film sensacyjny z 2011 roku w reżyserii Marka Neveldine'a i Briana Taylora. Sequel filmu Ghost Rider (2007).

## Fabuła
Johnny Blaze, z dala od rodzinnych stron, próbuje uciec przed swoim wewnętrznym demonem. Zdążył się przyzwyczaić do swej drugiej natury – Ghost Ridera. Pewnego dnia na jego drodze staje jednak tajemniczy mnich Moreau. Moreau jest człowiekiem Kościoła, ale poszedł własną ścieżką – jest typem samotnego łowcy. Składa Johnny'emu propozycje – jeżeli pomoże odnaleźć pewnego chłopca i ocali jego duszę, Moreau postara się uratować umęczoną duszę Blaze'a. 

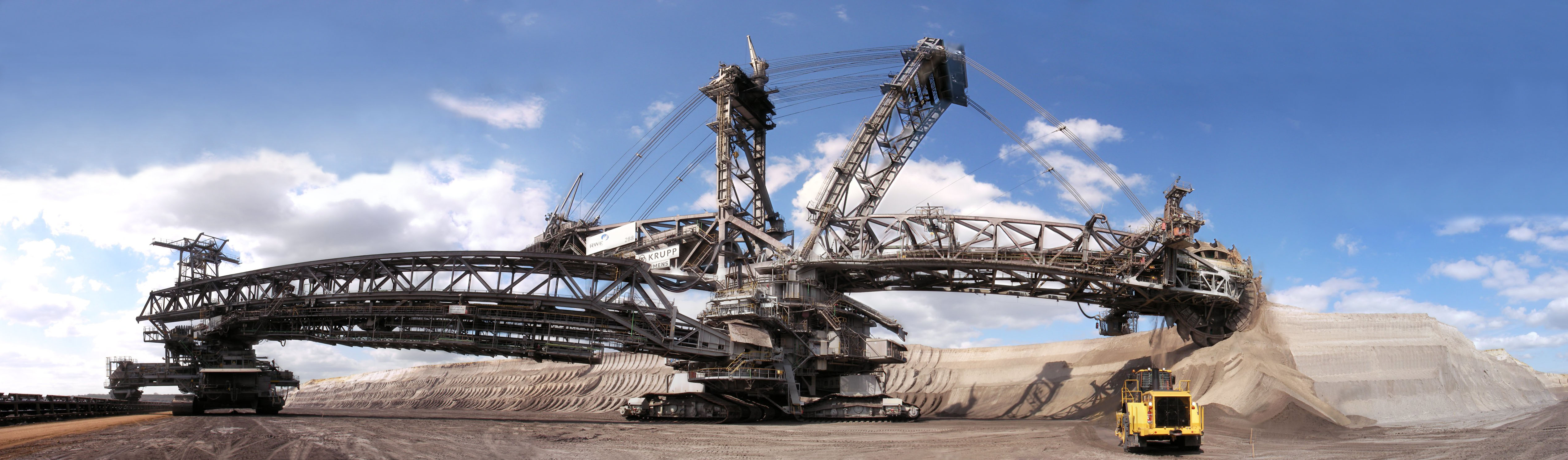
Rider w filmie używa specjalnego pojazdu: Bagger 288, największy pojazdów lądowych świata.

Tym chłopcem jest Danny. Jego ojciec, Roark, opętał człowieka i przejął jego ciało. Ludzie to kruche istoty i jego ciało zaczyna się rozpadać. A, że spłodził potomka, ma plan awaryjny, ale ściga się z czasem, ponieważ musi opętać syna w konkretnym momencie. Rozpoczyna się walka o to, kto pierwszy dotrze do chłopca. Johnny podejmuje grę, w której wspomaga go matka Danny’ego – Nadya, która chce chronić syna i być może odkupić swoje grzechy, by rozpocząć nowe życie. Zupełnie inne zamierzenia wobec chłopca ma Methodius, przywódca tajemniczej sekty, dla której Moreau stara się znaleźć Danny’ego, ponieważ sądzi, iż będzie to dla niego bezpieczne schronienie.

## Obsada
- Nicolas Cage jako Johnny Blaze/Ghost Rider
- Idris Elba jako Moreau
- Johnny Whitworth jako Ray Carrigan
- Ciarán Hinds jako Roarke
- Violante Placido jako Nadya
- Fergus Riordan jako Danny
- Christopher Lambert jako Methodius
- Alin Panc jako ratownik medyczny
- Anthony Head jako Benedict
- Tobias Öjerfalk jako mężczyzna w lesie
- Adina Galupa jako dziewczyna w lesie
- Sorin Tofan jako Kurdysz
- Spencer Wilding jako Grannik
- Jacek Koman jako Terrokov
- Cristian Iacob jako Vasil
- Jai Stefan jako Krakchev
- Vincent Regan jako Toma Nikasevic
- Ionut Cristian Lefter jako młody Johnny Blaze
- Will Ashcroft jako mężczyzna ubrany na szaro
- Sabina Branduse jako pielęgniarka

## Produkcja
Zdjęcia kręcono w Turcji (dolina Zelve w Kapadocji, rzymski amfiteatr w Pamukkale) oraz w Rumunii (Hunedoara, Sybin, Droga Transfogaraska, kamieniołom Cariera Miniera Rosia k. Rovinari).